# Mikiya Etō
Mikiya Etō (japanisch 衛藤 幹弥 Etō Mikiya; * 29. September 1999 in Kumamoto) ist ein japanischer Fußballspieler.

## Karriere
Etō erlernte das Fußballspielen in der Jugendmannschaft von Roasso Kumamoto. Hier unterschrieb er 2018 auch seinen ersten Profivertrag. Der Verein, der in der Präfektur Kumamoto beheimatet ist, spielte in der dritten japanischen Liga, der J3 League. Nach 16 Drittligaspielen für Roasso wechselte er im Januar 2021 zum Ligakonkurrenten Kagoshima United FC.